# Pirriquio
El pirriquio o díbraco (del griego πυρρίχιος ‘de la danza pírrica’ y δίβραχυς ‘dos breves’ respectivamente) es un pie de métrica constituido por dos sílabas breves seguidas, habitualmente por representadas así: ˘ ˘ (ăă)
Este pie formaba la base de una danza de guerra llamada danza pírrica (πυρρίχη). Citando a Aristoxeno, afirma Ateneo que la pírrica es una danza espartana que practicaban jóvenes con espadas como preparación para la guerra, y que era de ritmo muy rápido. En Leyes 815a de Platón se dice que esta danza representaba los movimientos de ataque y defensa en la batalla.